# National Society of Film Critics Award per il miglior attore non protagonista
Il National Society of Film Critics Award per il miglior attore non protagonista (National Society of Film Critics Award for Best Supporting Actor) è un premio cinematografico assegnato all'interpretazione maschile in un ruolo non da protagonista in un film votata dai membri dalla National Society of Film Critics (NSFC) come la migliore dell'anno.
È stato consegnato annualmente dal 1968 in poi. Gene Hackman e Jack Nicholson hanno vinto il premio due volte, più di chiunque altro.

## Vincitori
I vincitori del premio sono indicati in grassetto a fianco della rispettiva annata di premiazione:

### Anni 1960
- 1968: Gene Hackman - Gangster Story (Bonnie and Clyde)
- 1969: Seymour Cassel - Volti (Faces)

### Anni 1970
- 1970: Jack Nicholson - Easy Rider - Libertà e paura (Easy Rider)
- 1971 (gennaio): Chief Dan George - Piccolo Grande Uomo (Little Big Man)
- 1971 (dicembre): Bruce Dern - Yellow 33 (Drive, He Said)
- 1972: 
  - Eddie Albert - Il rompicuori (The Heartbreak Kid)
  - Joel Grey - Cabaret
- 1974: Robert De Niro - Mean Streets - Domenica in chiesa, lunedì all'inferno (Mean Streets)
- 1975 (gennaio): Holger Löwenadler - Cognome e nome: Lacombe Lucien (Lacombe Lucien)
- 1975 (dicembre): Henry Gibson - Nashville
- 1977 (gennaio): Jason Robards - Tutti gli uomini del presidente (All the President's Men)
- 1977 (dicembre): Edward Fox - Quell'ultimo ponte (A Bridge Too Far)
- 1979: 
  - Richard Farnsworth - Arriva un cavaliere libero e selvaggio (Comes a Horseman)
  - Robert Morley - Qualcuno sta uccidendo i più grandi cuochi d'Europa (Who Is Killing the Great Chefs of Europe?)

### Anni 1980
- 1980: Frederic Forrest - Apocalypse Now e The Rose
- 1981: Joe Pesci - Toro scatenato (Raging Bull)
- 1982: Robert Preston - S.O.B.
- 1983: Mickey Rourke - A cena con gli amici (Diner)
- 1984: Jack Nicholson - Voglia di tenerezza (Terms of Endearment)
- 1985: John Malkovich - Le stagioni del cuore (Places in the Heart) e Urla del silenzio (The Killing Fields)
- 1986: John Gielgud - Battuta di caccia (The Shooting Party) e Plenty
- 1987: Dennis Hopper - Velluto blu (Blue Velvet)
- 1988: Morgan Freeman - Street Smart - Per le strade di New York (Street Smart)
- 1989: Dean Stockwell - Una vedova allegra... ma non troppo (Married to the Mob) e Tucker - Un uomo e il suo sogno (Tucker: The Man and His Dream)

### Anni 1990
- 1990: Beau Bridges - I favolosi Baker (The Fabulous Baker Boys)
- 1991: Bruce Davison - Che mi dici di Willy? (Longtime Companion)
- 1992: Harvey Keitel - Bugsy, L'ombra del testimone (Mortal Thoughts) e Thelma & Louise
- 1993: Gene Hackman - Gli spietati (Unforgiven)
- 1994: Ralph Fiennes - Schindler's List
- 1995: Bela Lugosi - Ed Wood
- 1996: Don Cheadle - Il diavolo in blu (Devil in a Blue Dress)
- 1997: 
  - Martin Donovan - Ritratto di signora (The Portrait of a Lady)
  - Tony Shalhoub - Big Night
- 1998: Burt Reynolds - Boogie Nights - L'altra Hollywood (Boogie Nights)
- 1999: Bill Murray - Rushmore

### Anni 2000
- 2000: Christopher Plummer - The Insider
- 2001: Benicio del Toro - Traffic
- 2002: Steve Buscemi - Ghost World
- 2003: Christopher Walken - Prova a prendermi (Catch Me If You Can)
- 2004: Peter Sarsgaard - L'inventore di favole (Shattered Glass)
- 2005: Thomas Haden Church - Sideways - In viaggio con Jack (Sideways)
- 2006: Ed Harris - A History of Violence
- 2007: Mark Wahlberg - The Departed - Il bene e il male (The Departed)
- 2008: Casey Affleck - L'assassinio di Jesse James per mano del codardo Robert Ford (The Assassination of Jesse James by the Coward Robert Ford)
- 2009: Eddie Marsan - La felicità porta fortuna - Happy Go Lucky (Happy-Go-Lucky)

### Anni 2010
- 2010: 
  - Paul Schneider - Bright Star
  - Christoph Waltz - Bastardi senza gloria (Inglourious Basterds)
- 2011: Geoffrey Rush - Il discorso del re (The King's Speech)
- 2012: Albert Brooks - Drive
- 2013: Matthew McConaughey - Bernie e Magic Mike
- 2014: James Franco - Spring Breakers - Una vacanza da sballo (Spring Breakers)
- 2015: J. K. Simmons - Whiplash
- 2016: Mark Rylance - Il ponte delle spie (Bridge of Spies)
- 2017: Mahershala Ali - Moonlight
- 2018: Willem Dafoe - Un sogno chiamato Florida (The Florida Project)
- 2019: Steven Yeun - Burning - L'amore brucia (Beoning)

### Anni 2020
- 2020: Brad Pitt - C'era una volta a... Hollywood (Once Upon a Time... in Hollywood)
- 2021: Paul Raci - Sound of Metal
- 2022: Anders Danielsen Lie - La persona peggiore del mondo (Verdens verste menneske)
- 2023: Ke Huy Quan - Everything Everywhere All at Once
- 2024: Charles Melton - May December
- 2025: Kieran Culkin - A Real Pain